# Global Policy
Global Policy (дословно — «Глобальная политика») — престижный рецензируемый академический журнал, базирующийся в Институте глобальной политики, Школе государственного управления и международных отношений Даремского университета, посвящённый «точке пересечения идей и политики», издаётся совместно с Wiley-Blackwell. 
Журнал, индексируемый в SSCI, был представлен на 4-й конференции Глобальной сети государственной политики в Лондонской школе экономики и политических наук в понедельник 22 марта 2010 года, а почти одновременно с этим мероприятия по запуску прошли в Пекине и Брюсселе. Тема однодневной конференции — «Глобальные вызовы: глобальное влияние». Главные редакторы: Дэвид Хелд, Ева-Мария Наг и Дэни Родрик.
В первый выпуск вошли статьи министра развития Великобритании Дугласа Александера, генерала и главы Центрального командования США Дэвида Петреуса, Мэри Калдор, Иэна Голдина и Тиффани Фогель из Оксфордского университета.
В первом выпуске журнала были определены шесть основных направлений:
- Глобально значимые риски и проблемы коллективных действий
- Координация международной политики
- Нормативные теории глобального управления
- Переход от принятия политических решений на национальном уровне к принятию политических решений на уровне «блока»
- Переход от однополярного к многополярному управлению
- Инновации в глобальном управлении[5]

По данным Journal Citation Reports, импакт-фактор журнала за 2014 год составил 0,603, что ставит его на 95-е место из 161 журнала в категории «Политология» и на 49-е место из 85 журналов в категории «Международные отношения».
Среди известных учёных-исследователей с журналом сотрудничают Барри Эйхенгрин, Мишель Акуто, Томас Хейл и Чад Боун.